# Marquesado de las Hormazas
El marquesado de Hormazas es un título nobiliario español otorgado por el rey Felipe V el 22 de septiembre de 1704 a favor de Andrés Antonio de Robles y Ollauri.  El Real Despacho fue expedido el 29 de abril de 1796, agregando el vizcondado previo de la Vega, en favor de María Joaquina de Robles y Cogorani, III marquesa de las Hormazas.

## Marqueses de las Hormazas
|                       | Titular                                    | Periodo               |
| Creación por Felipe V | Creación por Felipe V                      | Creación por Felipe V |
| --------------------- | ------------------------------------------ | --------------------- |
| i                     | Andrés Antonio de Robles y Ollauri         | 1704-1735             |
| ii                    | Joaquín de Robles y Valenzuela             | 1735-1752             |
| iii                   | María Joaquina de Robles y Cogorani        | 1752-1802             |
| iv                    | Juan de Mata de Garro y Robles             | 1802-1827             |
| v                     | Francisco Javier de Elío y Jiménez-Navarro | 1827-1863             |
| vi                    | Joaquín de Elío y Mencos                   | 1863-1876             |
| vii                   | Bernardo de Elío y Elio                    | 1883-1936             |
| viii                  | Bernardo de Elío y Zubizarreta             | 1937-1985             |
| ix                    | Bernardo de Elío y Lopetedi                | 1985-2016             |

## Historia de los marqueses de las Hormazas
- Andrés Antonio de Robles y Ollauri (Buenos Aires, 31 de diciembre de 1681-Madrid, 11 de agosto de 1735), I marqués de las Hormazas.[2] Era hijo de Andrés de Robles y Gómez (Reinosa, 14 de marzo de 1629.Pamplona, 1694)[3] y de María Magdalena de Ollauri y Dávalos (n. Haro, 25 de febrero de 1652).[4] Nació en Buenos Aires ya que su padre se había establecido en 1673 en esta ciudad y después, entre 1674 y 1678 fue gobernador y capitán general del Río de la Plata.[3]

Casó 9 de marzo de 1712, en Madrid, con Rosa María Valenzuela y del Águila (Segovia, 18 de marzo de 1692-Madrid, 29 de mayo de 1721), hija de Juan Manuel de Valenzuela Venegas y Esquivel, I conde de Val del Águila en 1690, y de María Antonia del Águila y Alosa. Le sucedió su hijo.
- Joaquín de Robles y Valenzuela (Madrid, 14 de agosto de 1720-ibíd. 28 de mayo de 1752), II marqués de las Hormazas.

Contrajo matrimonio en Madrid el 3 de enero de 1740 con María Ana de Cogorani y Piscatori, hija de Juan Francisco Cogorani y Pallavicini, conde de Cogorani, y de María Teresa de Piscatori y Mantegaci. Le sucedió su hija.
- María Joaquina de Robles y Cogorani (Madrid, 25 de septiembre de 1745-ibíd. 5 de febrero de 1802), III marquesa de las Hormazas.[7]

Casó el 29 de octubre de 1767 con Nicolás Ambrosio de Garro y Arizcun.  Le sucedió su hijo.
- Juan de Mata de Garro y Robles (baut. en Madrid, 9 de febrero de 1771, parroquia de Santa Cruz-27 de julio de 1827), IV marqués de las Hormazas.

Sin sucesión, su título pasó a la familia Elío.
- Francisco Javier de Elío y Jiménez-Navarro (Pamplona, 20 de noviembre de 1800-Pamplona, 7 de julio de 1863), V marqués de las Hormazas, VI marqués de Vessolla,[9]  VII conde de Ayanz, XV vizcondesa de Val de Erro, XIV barón de Ezpeleta de Amotz y Gostoro, señor de Elío, Eriete, Igúzquiza, Artieda, Subizar, Ayanz, Bértiz y del Palacio de Berriozar, señor de la Villa de Castillo de la Peña, Berriozar, Tajonar, en Navarra, maestrante de Sevilla. senador vitalicio, prócer del Reino y gentilhombre de Cámara de S.M.  Era hijo de Fausto María Elío y Aguirre, marqués de Vessolla, y de Isabel Jiménez Navarro y Hurtado de Mendoza.

Casó en Tafalla el 29 de septiembre de 1825, con María Micaela de Mencos y Manso de Zúñiga (Santo Domingo de la Calzada, 1801-11 de diciembre de 1889). Le sucedió su hijo:
- Joaquín de Elío y Mencos (Pamplona, 28 de mayo de 1832-Madrid, 11 de febrero de 1876), VI marqués de las Hormazas por Real Carta de sucesión del 19 de abril de 1883.[11]

Casó el 24 de mayo de 1862 con su prima hermana Petra Celestina de Elío y Arteta (Bayona-Zaragoza, 10 de marzo de 1909). Le sucedió su hijo:
- Bernardo de Elío y Elío (10 de marzo de 1867-Bilbao, 4 de enero de 1937), VII marqués de las Hormazas por Real Carta de Sucesión expedida el 19 de abril de 1883.[11]

Casó con Teresa Zubizarreta y Olavarría (5 de enero de 1870-San Sebastián, 21 de agosto de 1936). Le sucedió su hijo.
- Bernardo de Elío y Zubizarreta, VIII marqués de las Hormazas.[11][12]

Casó el 19 de mayo de 1920 con Matilde Lopetedi y Gortázar (m. San Sebastián, 21 de enero de 1996). Le sucedió su hijo.
- Bernardo de Elío y Lopetedi (San Sebastián, 17 de marzo de 1921-2016), IX marqués de las Hormazas.[11][14] Su sobrino, Bernardo Elío Sainz de Vicuña, hijo de José Antonio de Elio y Lopetedi y de María-Paz Sainz de Vicuña y García-Prieto (m. Madrid, 8 de mayo de 2013[15]), ha solicitado la rehabilitación del título.[16]